# Атакьой (вилает Родосто)
Атакьой или Фараш (на турски: Ataköy) е село в Източна Тракия, Турция, Вилает Родосто. Околия Хайраболу.

## География
Селото се намира на 8 км югозападно от Хайраболу.

## История
Според статистиката на професор Любомир Милетич в 1913 година във Фарашъ живеят 90 гръцки семейства.